# Антемюк Анатолій Дмитрович
Анатолій Дмитрович Антемюк (укр. Анатолій Дмитрович Антемюк; 31 Травня 1979, Жмеринка, Вінницька область, Українська РСР, СРСР — 9 травня 2007, Київ, Україна) — український підприємець, політик і державний діяч. Народний депутат Верховної Ради України V скликання від Партії регіонів у 2006—2007 роках. Загинув у автокатастрофі.

## Життєпис
Анатолій Антемюк народився 31 травня 1979 року в місті Жмеринка Вінницької області. Мав старшого брата Віктора (роду. 1963), який був народним депутатом Верховної Ради України IV скликання (2002—2006).
У 1996 році, коли йому було 17 років почав працювати менеджером в компанії «Автокомфорт». У тому ж році вступив до Чернівецького національного університету імені Юрія Федьковича, який закінчив у 2001 році здобувши спеціальність «філолог, викладач німецької мови і літератури, вчитель англійської мови». Після закінчення вузу почав працювати в концерні «Укртраст», де став віце-президентом. З початку 2004 року очолював підприємство «Вінавто», а з липня того ж року був генеральним директором компанії «Автокомфорт», ще через рік став керівником підприємства «Герос». Починаючи з вересня 2005 року був президентом благодійного фонду свого брата «Довіра». До початку 2006 року був членом Партії регіонів.
На парламентських виборах 2006 року балотувався під № 122 списку Партії регіонів і був обраний народним депутатом Верховної Ради України V скликання. Деякі засоби масової інформації стверджували, що Анатолій потрапив до списку кандидатів за сприяння свого старшого брата. Депутатська каденція Анатолія Антемюка розпочалася 25 травня 2006 року. У перший же день своєї каденції він увійшов до складу фракції Партії регіонів. 18 липня був включений до комітет Верховної Ради з закордонних справ. Крім того, був співголовою групи з міжпарламентських зв'язків з Німеччиною і членом груп з міжпарламентських зв'язків з Великобританією, Канадою, США і Швейцарією.

### Загибель
9 травня 2007 року о 1 годині 35 хвилин ночі в Києва на перехресті проспекту Юрія Гагаріна і Карельського провулку автомобіль марки «Mercedes-Benz», за кермом якого їхав Антемюк виїхав з дороги, зіткнувся з бордюром, а потім в'їхав в стовп з електричними проводами після чого перекинувся. З чотирьох людей, які знаходилися в машині, двоє — Антемюк і дівчина-пасажир — загинули, а ще одна дівчина отримала травми і була госпіталізована в реанімацію.
10 травня в клінічній лікарні «Феофанія» відбутися громадянська панахида щодо Антемюка, на якій були присутні депутати від фракції Партії регіонів, у тому числі Раїса Богатирьова, Ганна Герман і Тарас Чорновіл, а також керівництво Верховної Ради України — голова Олександр Мороз і його перший заступник Адам Мартинюк, Генеральний прокурор України Святослав Піскун. Свої співчуття передав прем'єр-міністр України Віктор Янукович.
Похорони народного депутата відбулися 11 травня в Жмеринці. У день його похорону під час ранкового засідання Верховної Ради України колеги Антемюка вшанували його пам'ять хвилиною мовчання. Через тиждень після похорону Антемюка на його місце у Верховній Раді був призначений Олександр Касянюк.

## Особисте життя
Був одружений з Тетяною Василівною (нар. 1979). Мав двох дочок — Карину (нар. 2000) і Христину (нар. 2003).

## Примітка
1. 1 2 3  Довідка:Антемюк Анатолій Дмитрович. Офіційна Україна сьогодні. Архів оригіналу за 21 лютого 2022. Процитовано 16 лютого 2022. [Архівовано 2022-02-21 у Wayback Machine.]
2. 1 2  Смалюхиваская О. (9 травня 2007). Погиб нардеп от Партии регионов Анатолий Антемюк. gazeta.ua. Gazeta.ua. Архів оригіналу за 21 лютого 2022. Процитовано 21 лютого 2022.
3. ↑  Народний депутат Верховної Ради України V скликання. Антемюк Анатолій Дмитрович. Офіційний портал Верховної Ради України. Архів оригіналу за 21 лютого 2022. Процитовано 16 лютого 2022.
4. 1 2 3  Антемюк Анатолій Дмитрович - Переходи по фракціях. iportal.rada.gov.ua (укр.). Офіційний портал Верховної Ради України. Архів оригіналу за 21 лютого 2022. Процитовано 19 лютого 2022.
5. ↑  Антемюк Анатолій Дмитрович - Посади протягом скликання. iportal.rada.gov.ua (укр.). Офіційний портал Верховної Ради України. Архів оригіналу за 21 лютого 2022. Процитовано 19 лютого 2022.
6. ↑  У Києві загинув депутат Януковича. www.pravda.com.ua. Українська правда. 9 травня 2007. Архів оригіналу за 21 лютого 2022. Процитовано 21 лютого 2022.
7. 1 2 3  В Феофании простились с разбившимся насмерть депутатом-регионалом Анатолием Антемюком. ukraine.segodnya.ua. Сьогодні. 10 травня 2007. Архів оригіналу за 21 лютого 2022. Процитовано 21 лютого 2022.
8. ↑  Пленарне засідання 11 травня 2007 року. iportal.rada.gov.ua (укр.). Офіційний портал Верховної Ради України. 11 травня 2007. Архів оригіналу за 21 лютого 2022. Процитовано 21 лютого 2022.
9. ↑  Верховна Рада живе своїм життям. www.unian.ua (укр.). УНІАН. 22 травня 2007. Архів оригіналу за 8 травня 2015. Процитовано 6 березня 2022.